# Curt Weldon

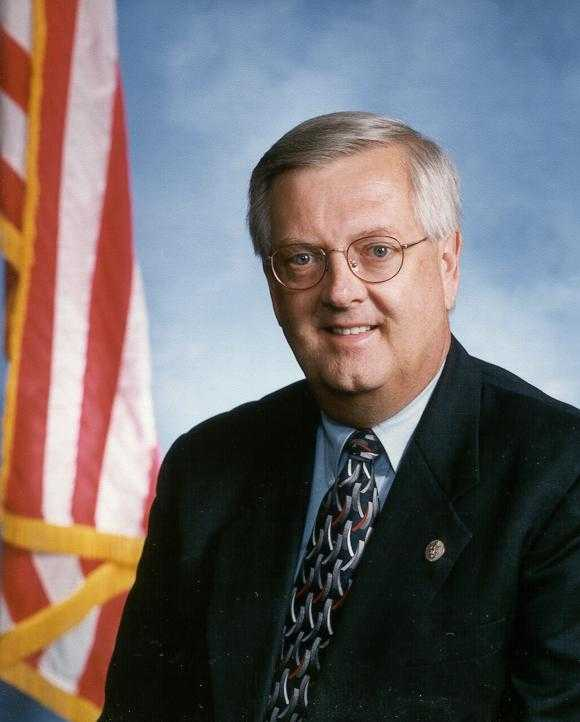
Curt Weldon

Wayne Curtis „Curt“ Weldon (* 22. Juli 1947 in Marcus Hook, Pennsylvania) ist ein US-amerikanischer Politiker und Autor.
Weldon besuchte das West Chester State College in West Chester und schloss sein Studium 1969 mit einem Bachelor of Arts ab. Danach arbeitete er als Lehrer und war bei der Freiwilligen Feuerwehr tätig. Von 1977 bis 1982 bekleidete Weldon das Amt des Bürgermeisters von Marcus Hook; zwischen 1981 und 1986 gehörte er dem county council des Delaware County an. Nach einem erfolglosen Versuch 1984 wurde Weldon 1986 als Republikaner in den Kongress gewählt und vertrat dort den Bundesstaat Pennsylvania vom 3. Januar 1987 bis zum 3. Januar 2007 im US-Repräsentantenhaus. Bei den Wahlen 2006 konnte er sein Mandat nicht verteidigen: Er verlor die Wahl gegen den Demokraten Joe Sestak.
Im Jahr 2003 war er in Pjöngjang, um im Atomstreit mit Nordkorea zu vermitteln. Am 6. April 2011 reiste er nach Tripolis, um im libyschen Bürgerkrieg einen Waffenstillstand zu erreichen.

## Schriften
- Countdown to Terror: The Top-Secret Information that Could Prevent the Next Terrorist Attack on America–and How the CIA Has Ignored It,  Regnery, 2005. ISBN 978-0895260055
- Awakening the Sleeping Giant: The Political Empowerment of America's Heroes, Book Counselor, LLC, 2017. ISBN 978-0998076133